# Ronald Zehrfeld
Ronald Zehrfeld (ur. 15 stycznia 1977 w Berlinie Wschodnim) – niemiecki aktor, reżyser, scenarzysta, producent filmowy i telewizyjny.

## Życiorys

### Wczesne lata
Dorastał w Berlinie wschodnim. Jego ojciec był inżynierem, a jego matka ekonomistką biznesu. Obydwoje rodziców pracowało w liniach lotniczych NRD Interflug. Już w wieku pięciu lat w przedszkolu Zehrfeld rozpoczął treningi judo, następnie uczęszczał do dziecięco-młodzieżowej szkoły sportowej. Mając 14 lat jako judoka brał udział w zawodach sportowych. Największym sukcesem było zdobycie w wieku 11 lat tytułu mistrza NRD młodzieży w judo. 
W 1996 roku, po maturze, studiował politologię, literaturę i germanistykę na Uniwersytecie Humboldtów w Berlinie. 

### Kariera
Już w czasach liceum odkrył swoją nową pasję i uczestniczył w grupach teatralnych. Uczył się aktorstwa w szkole aktorskiej Hochschule für Schauspielkunst „Ernst Busch“ w Berlinie. Występował w teatrach: Berliner Ensemble, Deutsches Theater w Berlinie, m.in. w sztukach: Król Edyp (2002) czy Matka Courage i jej dzieci (2003), i St. Pauli Theater w Hamburgu.
W 2005 zadebiutował jako Ronny w filmie Goldjunge. Po licznych rolach w produkcjach telewizyjnych, m.in. Tatort: Miłość po południu, Rosyjski kochanek (Der russische Geliebte), Jesteśmy ludźmi - miłość nie zna granic (Wir sind das Volk – Liebe kennt keine Grenzen), można go było zobaczyć na dużym ekranie - jako Klausa Störtebekera w 12 kroków bez głowy (12 Meter ohne Kopf). Został uhonorowany Jupiter Award za postać Niklasa Tannera w thrillerze Niewidzialna dziewczyna (Das unsichtbare Mädchen, 2011), a za rolę André Reisera w dramacie Barbara (2012) był nominowany do nagrody w kategorii najlepszy aktor w roli pierwszoplanowej na 63. ceremonii wręczenia Niemieckich Nagród Filmowych. 
Rola komisarza Hauptmanna Heinza Gödicke w filmie WDR Morderstwo w Eberswalde (Mord in Eberswalde, 2013) przyniosła mu nagrodę specjalną na Baden-Baden TV Film Festival, a jako Karl Angermann w dramacie biograficznym Fritz Bauer kontra państwo (Der Staat gegen Fritz Bauer, 2015) otrzymał Niemiecką Nagrodę Filmową. W erotycznym dramacie telewizyjnym ARD Nie mów mi nic (Sag mir nichts, 2016) wcielił się w żonatego lokalnego reportera Martina, który wdaje się w romans z fotografką.

## Filmografia

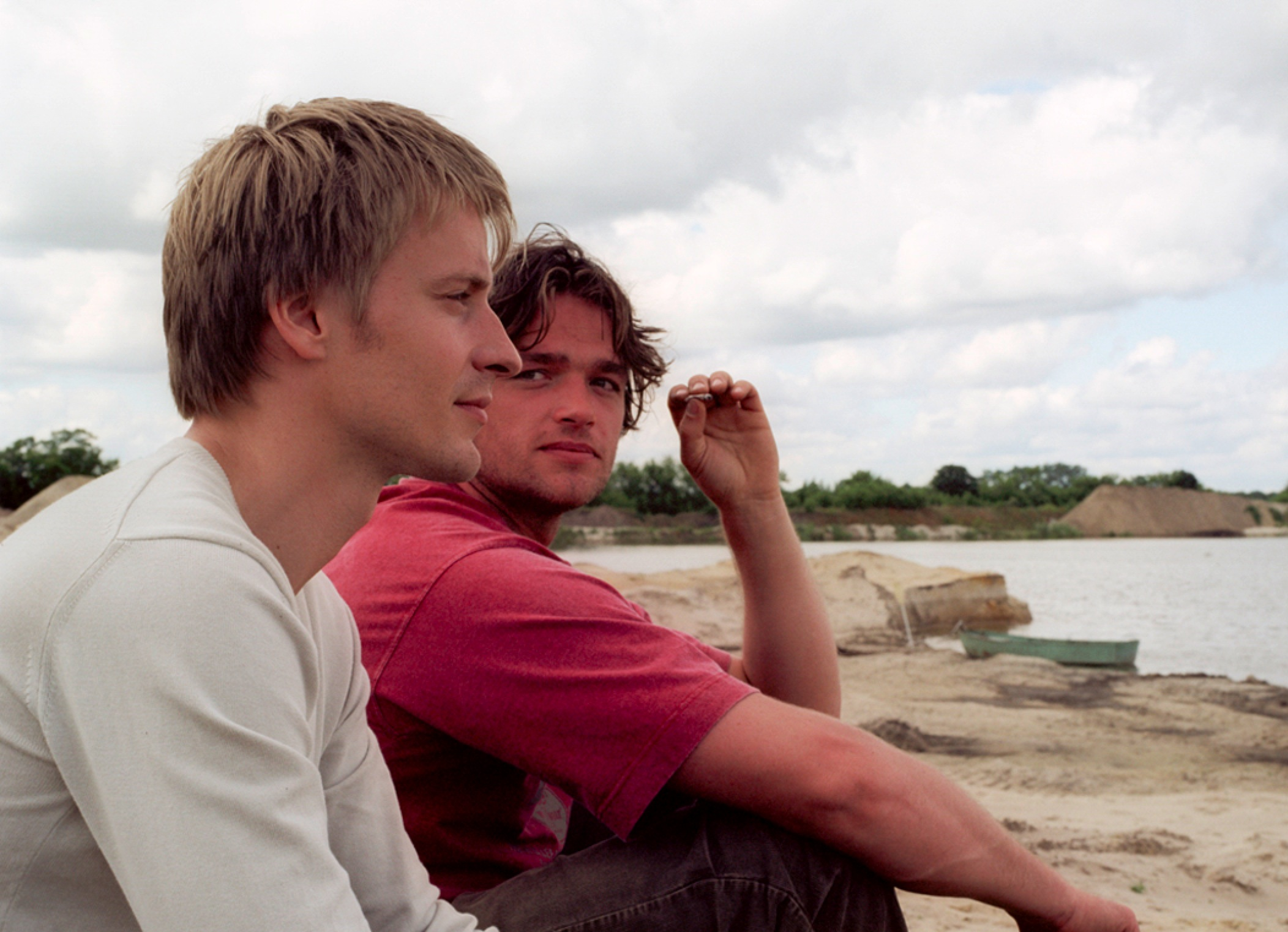
Zehrfeld w Goldjunge (2005) z Maxem von Pufendorfem

### Filmy fabularne
- 2005: Goldjunge jako Ronny
- 2006: Pod Czerwoną Kakadu (Der Rote Kakadu) jako Wolle
- 2008: In jeder Sekunde jako Ben
- 2009: 12 Meter ohne Kopf jako Klaus Störtebeker
- 2010: Im Dschungel jako Frank Sperber
- 2011: Popękana skorupa (Die Unsichtbare) jako Joachim
- 2012: Im Alleingang – Die Stunde der Krähen (TV) jako Matthias
- 2012: Barbara jako André Reiser
- 2012: Wir wollten aufs Meer jako Matthias Schönherr
- 2013: Mroczny świat (Finsterworld) jako Tom
- 2014: Zwischen Welten jako Jesper
- 2014: Rico, Oskar und die Tieferschatten jako Simon Westbühl
- 2014: Die geliebten Schwestern jako Wilhelm von Wolzogen
- 2014: Feniks (Phoenix) jako Johnny Lenz
- 2014: Wir waren Könige jako Kevin
- 2014: Vergiss mein Ich jako Roman
- 2014: Hundekopftee (film krótkometrażowy) jako Bernd
- 2015: Rico, Oskar und das Herzgebreche jako Simon Westbühl
- 2015: Fritz Bauer kontra państwo jako Karl Angermann
- 2016: Zielfahnder - Flucht in die Karpaten jako Sven Schröder

### Seriale TV
- 2006: Tatort: Liebe am Nachmittag jako Kalle Plöcker
- 2007: Schimanski: Tod in der Siedlung jako Maik 'Ringo' Lohse
- 2008: Der russische Geliebte jako Alexander
- 2008: Kommissarin Lucas – Wut im Bauch jako Robert Jandt
- 2008: Wir sind das Volk – Liebe kennt keine Grenzen jako Andreas Wagners Chef
- 2010: Die Grenze jako Robert Klaars
- 2010: Im Angesicht des Verbrechens jako Sven Lottner
- 2011: Ostatni gliniarz (Der letzte Bulle) jako Bodo Romanski
- 2011: Telefon 110 (Polizeiruf 110: Cassandras Warnung) jako Gerry Vogt
- 2011: Die Stunde des Wolfes jako Tom Faller
- 2011: Das unsichtbare Mädchen jako Niklas Tanner
- 2013: Mord in Eberswalde jako Hauptmann Heinz Gödicke, komisarz
- 2013: Tatort: Die schöne Mona ist tot jako Fritz Schönborn
- 2013–2015: Weissensee jako Pfr. Robert Wolff
- 2015: Tannbach – Schicksal eines Dorfes jako Konrad Werner
- 2015: Dengler – Die letzte Flucht jako Georg Dengler
- 2016: Dengler – Am zwölften Tag jako Georg Dengler
- 2016: Sag mir nichts jako Martin